# Санктпетербуршки метро
Санктпетербуршки метро (рус. Петербургский метрополитен) је подземна железница у Санкт Петербургу у Русији. Изградња је почела почетком 1941., али је обустављена због Другог светског рата и накнадне опсаде Лењинграда, током које су изграђене станице коришћене као склоништа од бомби. Коначно је отворен 15. новембра 1955.
Раније познат као Лењинградски метро Ордена Лењина, назван по Лењину, систем показује многе типичне совјетске дизајне и карактеришу га изврсне декорације и уметничка дела, што га чини једним од најатрактивнијих и најелегантнијих метроа на свету. Због јединствене геологије града, метро у Санкт Петербургу је такође један од најдубљих метро система на свету и најдубљи по просечној дубини од свих станица. Најдубља станица система, Адмиралтејскаја, налази се 86 метара испод земље.
Мрежа се састоји од 5 линија укупне дужине 129,6 километара. Има 73 станице, укључујући 7 трансфер станица. Са око 2 милиона путника дневно, то је 26. најпрометнији метро систем на свету.

## Линије
| #        | Отворен        | Последња отворена станица | Дужина | Број станица | Просечна брзина са заустављањима (km/h) | Време вожње (мин) | Просечна дубина станице (м) |
| -------- | -------------- | ------------------------- | ------ | ------------ | --------------------------------------- | ----------------- | --------------------------- |
|          | 15. нов. 1955. | 29. дец. 1978.            | 29,7   | 19           | 39                                      | 46                | 50                          |
|          | 29. апр. 1961. | 22. дец. 2006.            | 30,1   | 18           | 39                                      | 46                | 45                          |
|          | 3. нов. 1967.  | 26. мај. 2018.            | 27,6   | 12           | 42                                      | 40                | 50                          |
|          | 30. дец. 1985. | 27. дец. 2024.            | 16     | 9            | 42                                      | 19                | 62                          |
|          | 20. дец. 2008. | 3. окт. 2019.             | 26,2   | 15           | 43                                      | 42                | 57                          |
| Total:   | Total:         | Total:                    | 129.6  | 73           |                                         |                   |                             |
| Average: | Average:       | Average:                  | 25,9   |              | 41                                      | 38                | 53                          |

### Линија 1
Линија 1 је најстарија линија метроа, отворена 1955. Оригиналне станице су веома лепе и богато украшене. Линија повезује четири од пет главних железничких станица у Санкт Петербургу. 1995. дошло је до поплаве у тунелу између станица Леснаја и Площад Мужества. Током наредних девет година, линија је била подељена на два независна сегмента (размак је био повезан линијом шатл аутобуса). Линија садржи три од шест плитких станица које су присутне у метроу.
Линија сече центар Санкт Петербурга по оси североисток-југозапад. На југу, њена траса прати обалу Финског залива. На северу се протеже ван градских граница у Лењинградску област (то је једина линија која се протеже ван градских граница). Линија је генерално обојена црвеном бојом на мапама метроа.

### Линија 2
Линија 2 је друга најстарија линија метроа, отворена 1961. На њој је у СССР-у био остварен први међуперонски пресед. Такође је била прва метро линија у Санкт Петербургу која је имала јединствени тип перона који је убрзо назван „Хоризонтални лифт“. Линија сече Санкт Петербург по оси север-југ и генерално је обојена плаво на мапама метроа. 2006. када је отворено продужење, постала је најдужа линија у систему.